# Nothopleurus subsulcatus
Nothopleurus subsulcatus är en skalbaggsart som först beskrevs av Johan Wilhelm Dalman 1823.  Nothopleurus subsulcatus ingår i släktet Nothopleurus och familjen långhorningar.
Artens utbredningsområde är:
- Guatemala.
- Honduras.

Inga underarter finns listade i Catalogue of Life.